# إسماعيل الصفوي
المُرۡشِدُ الكَامِلۛ مَلِكُ المُلُوكِۛ ٱلسُّلۡطَانُ العَادِلُ الكَامِلُ الهَادِيۡ الوَالِيۡ أَبُو المُظَفَّرِ ٱلشَّاهُ إِسۡمَاعِيۡل بَهَادُر خَان بنُ شُجَاعِ ٱلْدِّيۡنِ حَيۡدَرࣲ بنِ الجُنَيۡدِ ٱلصَّفَوِي الأًردَبِيۡلِي (بالفارسية: مُرشِد کَامِل شَاهِنشَاه السُلطَان العَادِل الکَامِل الهَادِی الوَالِی ابُوالمُظَفَّر شَاه اسمَٰعِیل بَهادُرخَان بن شُجَاع‌الدِّین حَیدَر بن جُنَید صَفَوی اردَبِیلی) (25 رجب 892هـ - 19 رجب 930هـ المُوافق فيه 17 تمُّوز (يوليو) 1487م - 23 أيار (مايو) 1524م) الشهير اختصارًا بِـ«إسماعيل الأول» (بالفارسية: اسماعیل یکم) أو «إسماعيل الصفوي» (بالفارسية: اسماعیل صفوی)، هو مؤسَّس الدَّولة الصفويَّة مُترامية الأطراف التي دام سُلطانها لِما يزيد على قرنين من الزَّمن، وقد حكم البِلاد من سنة 907هـ المُوافقة لِسنة 1501م حتَّى سنة 930هـ المُوافقة لِسنة 1524م. وتُعد فترة حُكمه بداية للتاريخ الإيراني الحديث ومن أهم المراحل في تاريخ الإسلام والمشرق إذ تمكَّن من إقامة إمبراطوريَّة شيعيَّة اثنا عشريَّة قُدِّر لها أن تتصدَّر القوى العُظمى في عصرها. كما كان شاعرًا أغزر في القرنين الخامس عشر والسادس عشر.
أسس إسماعيل السلالة الصفوية على أساس المذهب الشيعي الإثني عشري في جنوب أذربيجان في 1509 وجمع أذربيجان وإيران والعراق وجنوب شرق الأناضول في دولة واحدة.

كتب الشاه إسماعيل أعماله الأدبية تحت الاسم المستعار «خطائي». وكتب أعماله بالأذرية التركية وكتب جزئيًا باللغة الفارسية والعربية.
تم إدراج الشاه إسماعيل خاتاي في قائمة المؤلفين الذين تم إعلان أعمالهم ملكية للدولة في جمهورية أذربيجان بموجب المرسوم الصادر عن مجلس وزراء جمهورية أذربيجان بتاريخ 7 مايو 2019، رقم 211.

## خلفيَّة تاريخيَّة
يُمثِّل تاريخ الدَّولة الصفويَّة في الديار الإيرانيَّة مُنعطفًا محوريًا في تاريخها، فبقيامها اتَّخذت إيران المذهب الشيعي الاثنا عشري مذهباً رسميًا للإمبراطوريَّة، وكان لهذا التحوُّل آثاره البعيدة في تاريخ إيران خاصَّة وتاريخ العالم الإسلامي عامةً.

### أصل الذات الشاهنشاهيَّة

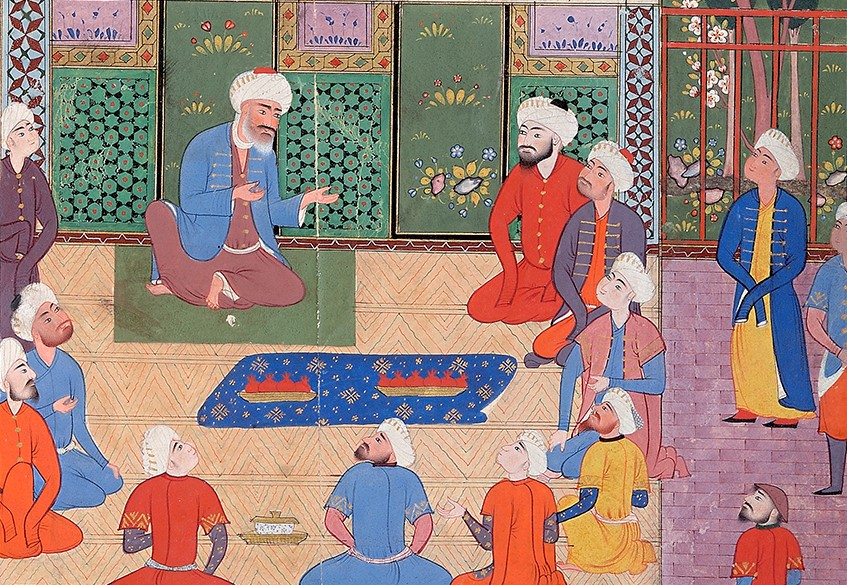
مُنمنمة فارسيَّة تصور «الشيخ صفي الدين الأردبيلي» وهو جد الشاه إسماعيل الأول وقد سُميت السُلالة الصفويَّة بهذا الاسم نسبةً إليه.

ولد الشاه إسماعيل الصفوي للشيخ شُجاع الدِّين حيدر ومارتا في 25 رجب 892هـ المُوافق فيه 17 تمُّوز (يوليو) 1487م في أردبيل. كان والده حيدر (863 هـ/ 1459م - 893 هـ/ 1488م) زعيم الطريقة الصفويَّة وسليلًا مُباشرًا لمؤسسها صفي الدين الأردبيلي (650 هـ/ 1252م - 735 هـ/ 1334م) وكان الشاه إسماعيل الصفوي هو آخر من تولَّى زعامة الطريقة قبل تأسيس السُلالة الشاهانيَّة الصفويَّة على يديه.
كانت والدته الأميرة مارتا المعروفة بِـ«حليمة بيگُم» ابنة السُلطان أوزون حسن من سُلالة آق قويونلو التُركمانيَّة، من زوجته اليونانيَّة الأميرة ثيودورا ميغال كومنين المعروفة بـ«دسپينا خاتون» ابنة الإمبراطور يوحنا الرابع إمبراطور طربزون، وقد تزوَّجت من السُلطان أوزون حسن في مُعاهدة بين الدَّولتين لِحماية إمبراطوريَّة طربزون من التُرك العُثمانيِّين. وبِذلك يكون الشاهنشاه إسماعيل حفيدًا لحفيد الإمبراطور أليكسيوس الرابع إمبراطور طربزون، والملك الإسكندر الأوَّل ملك جورجيا.
حسب كتاب «سلسلة النسب الصفوية» الذي ألَّفه عبدال الزاهدي، فإن نسب الشَّيخ صفي الدين الأردبيلي الجد الأكبر للشاه إسماعيل يعود إلى الإمام موسى بن جعفر الكاظم  وأخيرًا إلى الإمام علي بن أبي طالب . لكن رأى روجر ساڤوري أن الأسرة الصفويَّة كانت من أصل إيراني سكنت الديار الأذربيجانيَّة وقد أظهرت دراسات عدة أن الأسلاف الصفويين انحدروا من أصُول أذريَّة تركمانيَّة وإضافةً لما سلف قيل أنهم كانوا من أصُول كُرديَّة. وتؤكِّد الوثائق التاريخيَّة المُعاصرة أن الشاهنشاه إسماعيل ينتمي إلى العرق الآري.

### الجُذُور الصفويَّة العميقة
يعود سبب تسمية السُلالة الصفويَّة بهذا الاسم نسبةً إلى الشيخ صفي الدين الأردبيلي الذي كان تلميذًا للشيخ زاهد الگيلاني زعيم الطريقة الزاهديَّة وزوج ابنته بيبي فاطمة. وبُعيد وفاة زاهد الگيلاني تولَّى صفي الدين الأردبيلي زعامة الطريقة وأُعِيدت تسميتها فصارت تُعرَف بالطريقة الصفويَّة نسبةً إليه، وسُرعان ما تحوَّلت الطريقة إلى حركة دينيَّة واسعة النُفُوذ. وفي فترة زعامة حفيده «الخواجة علاء الدين علي سياهپوش» (794 هـ/ 1391م - 830 هـ/1427م) ظهرت في الطريقة العديد من الملامح العقائديَّة الإسلاميَّة الشيعيَّة. ولمَّا انتقلت زعامة الطريقة للشيخ الجُنيد الصفوي (829 هـ/1429م - 864 هـ/1460م) اعتنقت الحركة العقيدة الشيعيَّة الاثنا عشريَّة والتفَّ حولها كثرةٌ من الأنصار حيث نجح الشيخ الجُنيد في اجتذاب الناس فتحوَّلت إلى حركة روحيَّة وعسكريَّة وسياسيَّة تجتمع حول قيادة صفويَّة طموحة. وقد قُتِل الجنيد في حربٍ دارت رحاها بين القوة الصفويَّة والدولة الشروانشاهيَّة وقد جاء ذلك نتيجةً لخوف الشروانشاه خليل الله من شعبيَّة الصفويين ومُنذ ذلك الحين ابتدأ العداء بين الصفويين والشروانشاهيين.

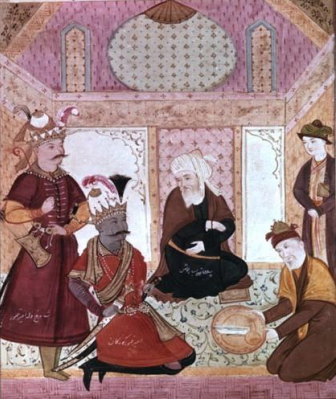
مُنمنمة فارسيَّة تُصور «الخواجة علي سياهپوش» من زُعماء الصفويين في عهده بدأت العقائد الشيعيَّة تزدهر في الطريقة الصفويَّة.

ثُمَّ آلت الزعامة الصفويَّة إلى الشيخ شُجاع الدِّين حيدر والد إسماعيل (863 هـ/ 1459م - 893 هـ/ 1488م) وقد واصل السياسة الطموحة لوالده وأسلافه في إقامة إمبراطوريَّة شيعيَّة؛ ففي فترته تبلورت قوة «القزلباش» وكان شُجاع الدين حيدر قد أرشدهم إلى ارتداء غطاء الرأس الشَّهير بـ«تاج حيدر» (بالفارسية: تاج حيدر) الذي احتوى على اثني عشر رُكنًا دلالةً على تمسكهم بالأئمة الاثني عشر . بُعيد وفاة الشيخ حيدر الصفوي آلت الزعامة إلى ولده علي ميرزا الذي تعرَّض لمؤامرات من قبل القُوى المحليَّة المُتناحرة لاغتياله فلمَّا استشعر قُرب نهايته نصَّب أخاه إسماعيل خليفةً له وزعيمًا للصفويين فكان إسماعيل قائدًا جديرًا وزعيمًا طموحًا دانت له مقادير المُلك فتمكَّن من إنهاء الانقسامات والصراعات وتوحيد الديار الإيرانيَّة في ظل إمبراطوريَّة شيعيَّة اثنا عشريَّة مُتماسكة قُدِّر لها أن تكون قوة عُظمى في زمانها، ولذلك تُعد فترة «ملك الملوك إسماعيل الأول» عصرًا ذهبيًا يُعتبر بداية تاريخ إيران الحديث.

## بداياته

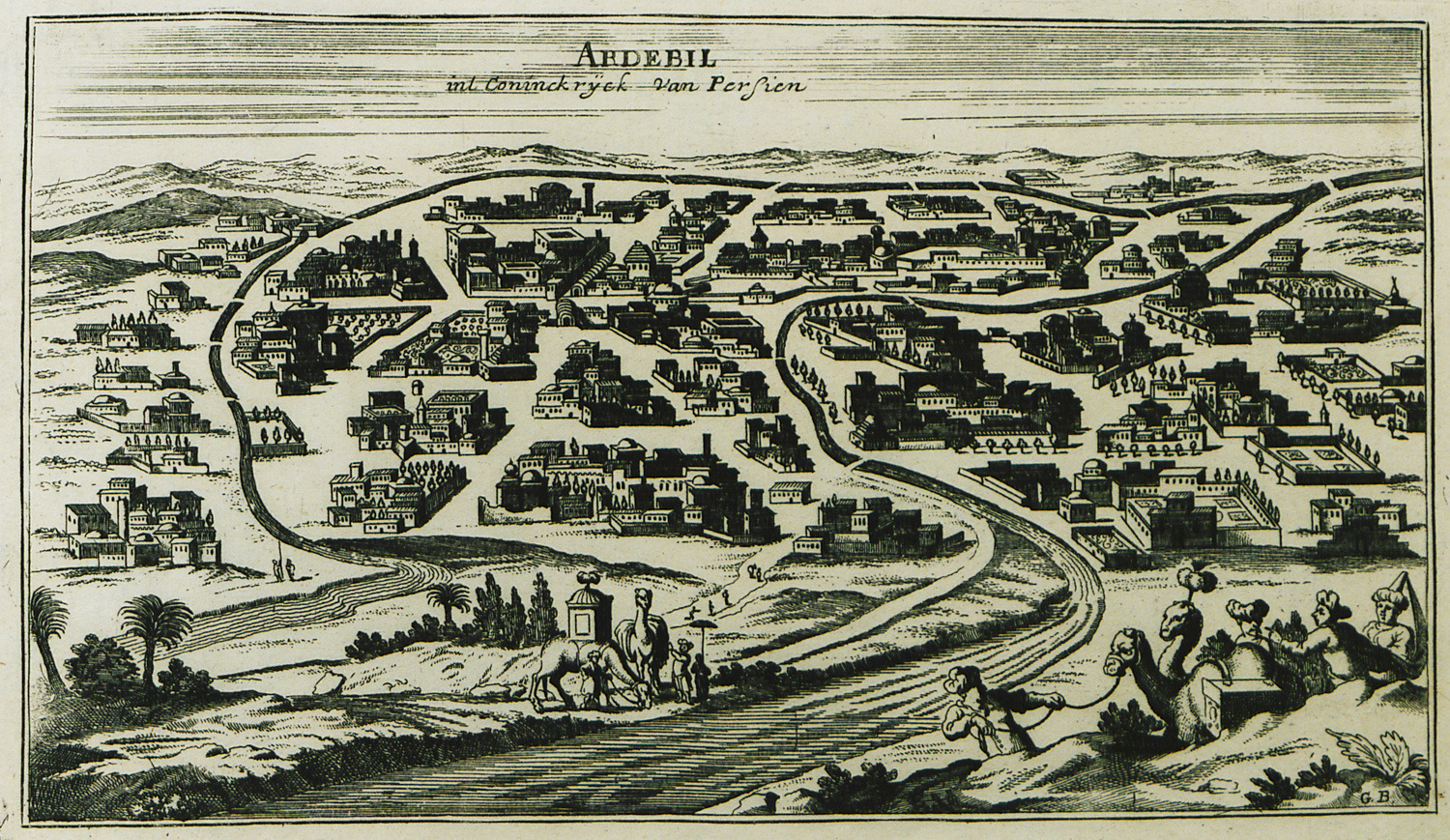
رسمٌ قديمٌ يُصوِّر مدينة أردبيل موضع ولادة الشاه إسماعيل وإحدى أهم المُدُن بالنسبة للصفويين.

ولد إسماعيل في 25 رجب 892 هـ المُوافق فيه 17 تمُّوز (يوليو) 1487م في أردبيل. وبحسب «موسوعة مشگينشهر» فقد ولد في مشگينشهر. كان إسماعيل يبلغ من العُمر سنةٍ واحدةٍ فقط عندما فقد والده في 29 رجب 893 هـ وبُعيد وفاة الشيخ حيدر تمَّ القبض على أبنائه في وقتٍ كان فيه إسماعيل رضيعًا، فتم سُجنه مع والدته وشقيقيه في مدينة اصطخر من بلاد فارس لفترةٍ دامت أربع سنواتٍ ونصف. وإبان تلك الفترة توفي يعقوب بك سُلطان الدولة الآقويونلويَّة فاندلعت حربٌ بين ولديه رُستم وبايسنقر للجُلُوس على العرش. قام رُستم بِتحرير سُلطان علي الصفوي وهو الأخ الأكبر لإسماعيل، وكان مُراد رُستم أن يحظى بِدعم قوَّات القزلباش في خانيَّة أردبيل. فتح سُلطان علي الصفوي تبريز ودخلها بأبهة عظيمة وألحق الهزيمة بِجيش بايسنقر، كان رُستم مرعوبًا من قوَّة سُلطان علي الصفوي فقتله في مُنتصف الطَّريق بين تبريز وأردبيل فأوصى سُلطان علي بالزعامة إلى أخيه إسماعيل وجعل الأمر فيه وعَهِد به إلى أصحابه المُقرَّبين ورفاقه المُخلصين، وكان لإسماعيل من العُمر سبع سنوات؛ فقام أتباع الطريقة الصفويَّة بستر أفراد الأسرة لحمايتهم وخوفًا من تصفية السُلالة على يد الأعداء.

### في أردبيل ولاهيجان
عاش إسماعيل سرًا في أردبيل ثم نُقِل إلى لاهيجان لمزيد من الأمن، وقد اتصل هناك بالأمير «کارکیا میرزا علي» (847 هـ/1443م - 912 هـ/1506م) وهو حاكم لاهيجان وديلمان الذي كان شيعيًا وساداتيًا وصديقًا للسُلالة الصفويَّة اهتمَّ بتربية الشَّاب إسماعيل. تعلَّم إسماعيل اللُّغتين الفارسيَّة والعربيَّة والقُرآن الكريم وأصُول ومبادئ الشيعة الاثنا عشريَّة على يد العالم «شمس الدين اللاهيجي» الذي كان من أشراف تلك البلاد. وفي هذه الفترة أيضًا تعلَّم فُنُون الدفاع عن النَّفس تحت إشراف سبعة من المُعلِّمين في لاهيجان.
فمن جهة تأثَّر إسماعيل بِخانقاه جدِّه صفي الدين، ولعلَّه من جهة أخرى تعرَّف على تواريخ إيران القديمة، وتعاليم التشيع الاثنا عشري فساعدته تلكُمُ الأمور في أن يُصبح حاكمًا قويًا وقائدًا عسكريًا وزعيمًا دينيًا عظيمًا.

### العودة إلى أردبيل
بحُجَّة زيارة ضريح الشيخ صفي الدين الأردبيلي، أخذ القزلباش إسماعيل إلى أردبيل بإذن الأمير كاركيا ميرزا وكان مُراد القزلباش هو الخُرُوج من منطقة السُلالة الكاركيائيَّة. سار القزلباش مع إسماعيل إلى منطقة خلخال فأقام في القُرى المُحيطة بخلخال لفترةٍ قاربت ثلاثة أشهُر، وإبان تلك الفترة اتصلوا ببعض قبائل الأناضول وطلبوا منهم تعبئة القزلباش التُركمان وإرسالهم إلى الديار الإيرانيَّة. وخلال ثلاثة أشهرٍ قَدِم من الأناضول حوالي 2,000 عُنصُر من القزلباش إلى إيران وانضمُّوا إلى جيش إسماعيل الصفوي وكان له من العُمر اثنا عشر ربيعًا وشهرًا واحدًا، ومُنذ خُرُوج إسماعيل من لاهيجان حتى عسكرته في أرزنجان، انضمَّ إلى مُعسكره حوالي سبعة آلافٍ من أتراك الأناضول، وكان أكثرُهُم من القبائل التالية: شاملو، وتكلو، وأفشار، وقاجار، وروملو، وقرمان، ورساق، وذو القدر، واستاجلو.

## قيام الدولة الصفويَّة
في سنة 905هـ المُوافقة لِسنة 1500م في أرزنجان عقد إسماعيل مؤتمرًا ضمَّ سبعة من قادة القزلباش للبت في حركتهم الجهاديَّة، وقد انقسم القادة على ثلاث: منهُم من رأى مُهاجمة البلاد الكُرجيَّة أو فتح يريفان التي كانت تحت حُكم سُلالات إيرانيَّة قديمة من العُصُور الساسانيَّة والفرثيَّة قُدِّرت لها النجاة، ومنهم من اقترح الاستيلاء على قُرى أذربيجان، لكن رأى آخرون أفضليَّة القُعُود في أرزنجان فترةً أطول حتى يلتحق عددٌ أكبر من التُركمان بالجُيوش الصفويَّة ومن ثم الاستيلاء على الديار الأذربيجانيَّة.

### فتح شروان

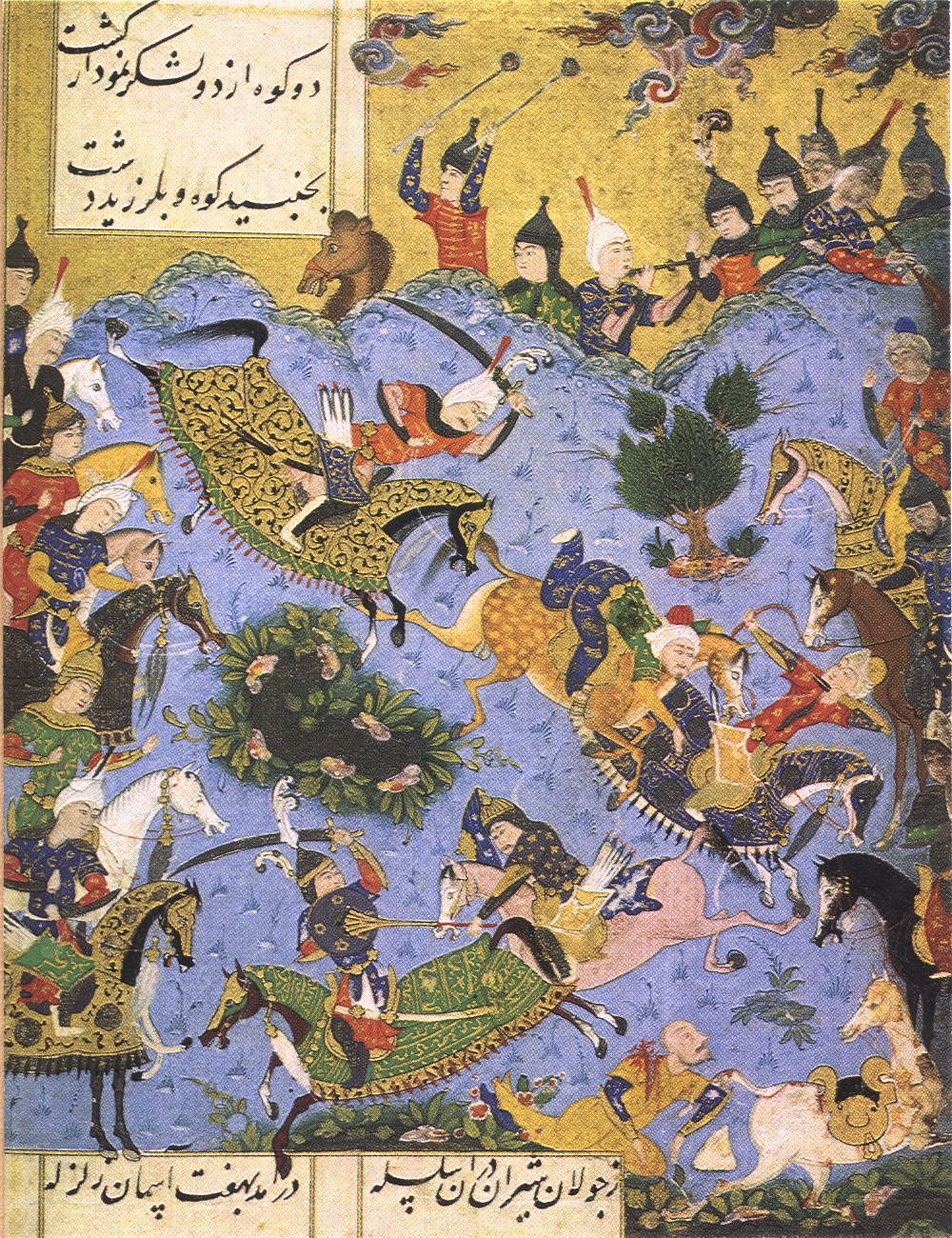
مُنمنمة فارسيَّة من «شاهنامه إسماعيل» تصور فتح شروان وهي أول حملة عسكريَّة قادها الشاهنشاه إسماعيل وقد انتهت بانتصار كبير للصفويين.

في كانون الأوَّل (ديسمبر) 1500م عبر الشاه إسماعيل نهر كر إلى شروان بقوَّات بلغ قوامُها سبعة آلافٍ من الجُند، فكُتب له الانتصار بعد معركة ضارية وقعت في جاباني بالقرب من شماخي العاصمة الشروانشاهيَّة وأعدم ملكها فرخيسار. جاء هذا النصر على الرغم من تفوُّق جيش شروانشاه الذي بلغ قوامُه سبعةً وعشرين ألفًا من الجُند. ثم سار إسماعيل بعد ذلك حتى وصل إلى ساحل بحر قزوين واستولى على باكو. وبذلك استطاع الزعيم إسماعيل الإطاحة بالسُلطة الشروانشاهيَّة والثأر لأبيه «الشيخ حيدر» الذي كان قد قُتل على يد الشروانشاهيِّين، لكن سمح إسماعيل لأمراء تلك السُلالة بالاستمرار في حُكم بلاد آبائهم تحت السيادة الصفويَّة. وقد أثار هذا الانتصار خوف ألوند وهو سُلطان الدولة الآق قويونلويَّة، الذي حشد جُيُوشه وخرج من تبريز حتى عبر نهر آراس يريد حرب القوَّات الصفويَّة، فالتقى الجمعان في سهل شرور ودارت معركة عظيمة خرج فيها الجيش الصفوي مُنتصرًا ظافرًا، على الرغم من الفوارق العدديَّة الهائلة بين الجيشين حيث بلغ جيش الآق قويونلويِّين أربعة أضعاف الجيش الصفوي. وقد مهَّد هذا الانتصار الطريق لـ«فتح تبريز».

### فتح تبريز

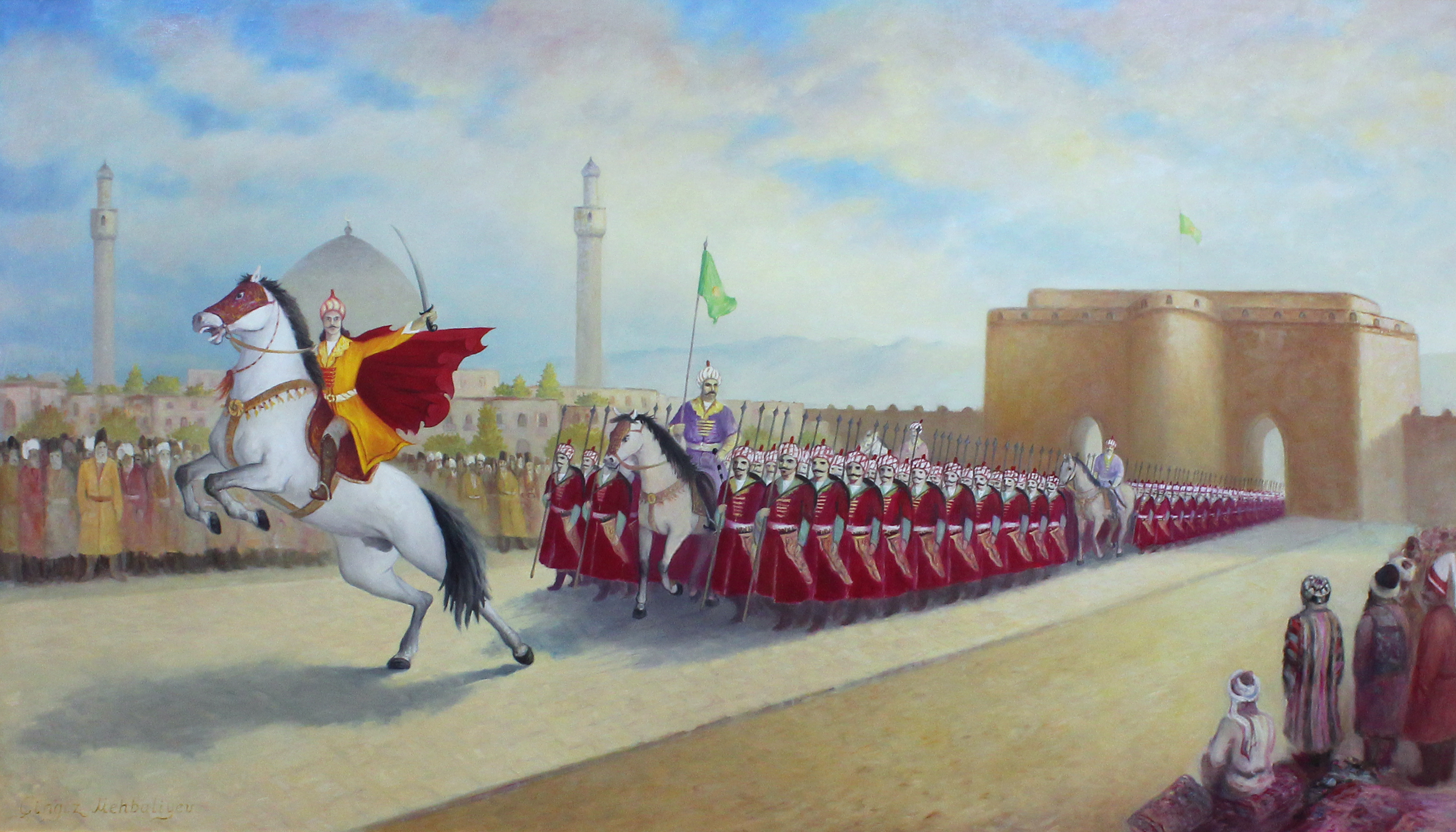
لوحةٌ للفنان چنگيز محباليف تصور «دخول الشاه إسماعيل إلى تبريز»، رسمة من مجموعة خاصة.

بعد الانتصارات المُتتابعة والظَّفر الكبير الذي حقَّقته السُلالة الصفويَّة الصاعدة، توَّج الشاه إسماعيل انتصاراته تلك بِفتحٍ عظيمٍ لمَّا توجَّه إلى تبريز ودخلها فاتحًا في 1 جُمادى الآخرة 907 هـ المُوافق فيه 22 كانون الأوَّل (ديسمبر) 1501م وقد استقبله أهلها استقبال الفاتحين فنقل عاصمته إلى تبريز وأعلن نفسه شاهنشاه إيران مُعلنًا قيام الإمبراطوريَّة الصفويَّة الشيعيَّة وكان له من العُمر 14 ربيعًا.

## إعلان التشيُع مذهبًا للدولة

### الإعلان العظيم

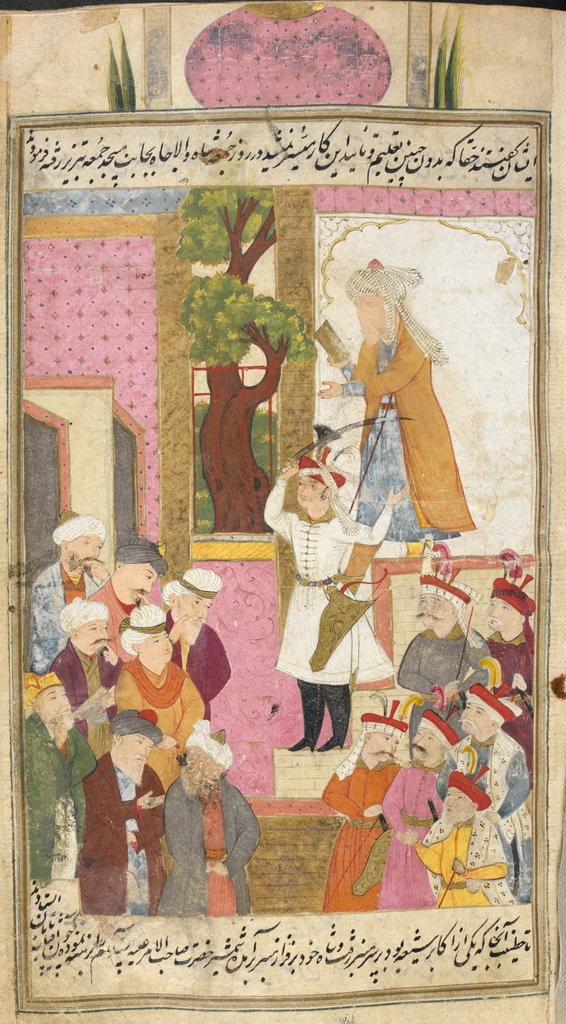
منمنمة فارسيَّة تصور الشاه إسماعيل الصفوي على مُدرَّجات منبر مسجد جمعة تبريز يقرأ الخُطبة بأسماء الأئمة الاثني عشر.

نقلت المدوَّنات التاريخيَّة أن الشاه الشاب اجتمع ليلة الجُمُعة بأركان دولته وبحث معهم إعلان العقيدة الإسلاميَّة الشيعيَّة الاثني عشريَّة دينًا رسميًا للإمبراطوريَّة، وقد أثار بعضهم مخاوف جرَّاء ذا الأمر العظيم لمَّا كان ثُلُثا أهل تبريز من السُنة، فقال هؤلاء للشاه:
وفي صبيحة يوم الجُمُعة المُبارك قام خطيبٌ شيعي بارز وارتقى المِنبر في مسجد جُمُعة تبريز وقرأ الخُطبة بِأسماء أئمَّة أهل البيت ، وعندما ارتفع أذان الصلاة دوَّت كلمات «أشهَدُ أنَّ عَلِيًا وَلِيُّ الله وَحَيَّ عَلَى خَيرِ العَمَل» من منائر المسجد ثم من كل مساجد البلاد. ويعزو المُؤرِّخون إقدام الشاه إسماعيل على هذا الأمر الجليل إلى إيمانه العميق بِأهل البيت .

### نُخبة العُلماء
يقول الباحث حسن غريب: «رأى مؤسِّس الدولة الصفويَّة الشاه إسماعيل أنه من العسير عليه أن يوَّفر لِلناس حقيقة المُعتقد وترسيخ مبادئه في نُفُوسهم، ووجد أيضاً أنَّ الكُتُب غير مُتوَّفرة، فعمد إلى ملء الفراغ من خِلال استقطاب عُلماء الشيعة من جبل عامل؛ فسار هؤلاء العُلماء إلى الديار الإيرانيَّة بِدعوةٍ وبِغير دعوةٍ وقد أصبح استحضار العُلماء من السِّياسات المحوريَّة للحُكُومة الصفويَّة، فاستمرَّت هجرة العُلماء العامليين مُنذ ذلك الحين حتَّى نهاية الشاهانيَّة الصفويَّة. لم يستطع عُلماء الشِّيعة في جبل عامل أن يصرفوا النَّظر عن دوافع القُدُوم إلى إيران، فنُصرة المذهب ودعمه وترسيخ دعائمه في إيران احتلَّ لديهم مكانةࣰ كبيرةࣰ.» ومن الأسباب التي شجَّعت عُلماء جبل عامل بِلُبنان لِلتوجُّه إلى إيران المكانة الكبيرة التي ظفروا بها: وقد وصل احترام المُلُوك الصفويين للعُلماء والفُقهاء العامليِّين خُصُوصًا بأن فوضوا إليهم كافَّة المهام القضائيَّة في البلاد، ومنحوهم السُلُطات والصلاحيَّات اللَّازمة، فأصبحوا المُصدِّرين والمُنفِّذين للأحكام الشرعيَّة في كل الأصقاع الإيرانيِّة.

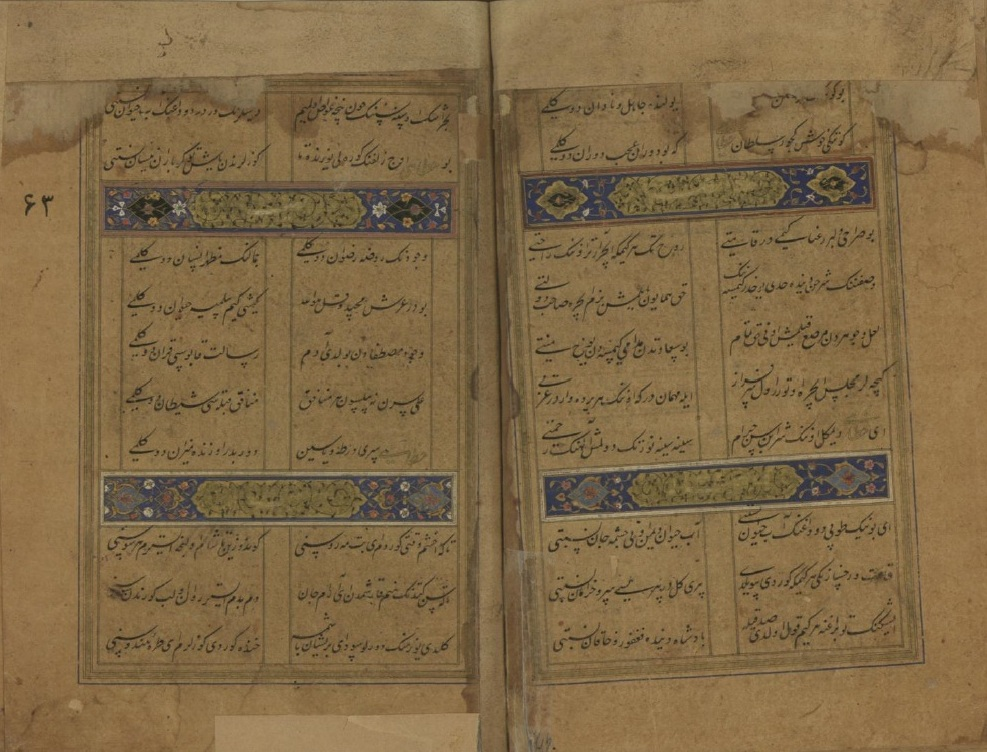
صورة لديوان الشاه إسماعيل الأوَّل المسمى «ديوان خطائي»، وقد كتب فيه الشاه جمعًا كبيرًا من الشعر الذي عبَّر فيه عن عقيدته الشيعيَّة.

ويقدر صاحب كتاب «هجرة علماء الشيعة» عدد علماء جبل عامل الذين هاجروا إلى إيران في العهد الصفوي بـ (97) عالماً، لم يعد منهم إلى جبل عامل سوى سبعة فقط. أما حسن غريب فيقول إن الذين ذكرتهم كتب التاريخ يبلغ عددهم 63 عالماً، أما من لم يذكر فعددهم كثير. يعتبر علي بن عبد العالي الكركي، المعروف بالمحقق الكركي أو المحقق الثاني أبرز المهاجرين العامليين إلى إيران، فقد هاجر في السنوات الأولى لتأسيس دولة الصفويين، وليس هذا فحسب، بل إنه تبوأ في هذه الدولة منزلة لا تدانيها منزلة، إذ يقول الشاهرودي عن الكركي وتنقله في الأمصار ثم استقراره في إيران: «ثم رحل إلى بلاد إيران هادفاً الترويج للمذهب الشيعي، وقد لقي من السلطان الشاه إسماعيل الصفوي آيات الاحترام والتكريم والتقدير، وأناط إليه الشاه وظائف كثيرة وجعل له مرتباً سنوياً كبيراً ليصرفه في تحصيل العلوم ويفرقه بين الطلاب والمشتغلين بالعلم، كما كان في دولة السلطان الشاه طهماسب الأول، ثاني ملوك السلالة الصفوية، معظماً مبجلاً في جميع أرجاء بلاد إيران، نافذ الكلمة مطاعاً، وعينه الشاه حاكماً في الأمور الشرعية في عموم البلاد، وأعطاه فرماناً» مرسوماً«ملكياً بذلك، وقد بلغ شأنه في تحديد الوظائف والمراتب حتى قيل: إن كل من يعزله الشيخ الكركي لا يعين ثانية، وإن كل من ينصبه الشيخ لا يعزل الا بالتسبيب الواضح منه»

لم ينته تأثير علماء جبل عامل بعد وفاة الكركي، ذلك أن عدداً من المهاجرين هم أيضاً تبوءوا المراتب العليا في الدولة الصفوية، وساهموا في النهضة الشيعية، نذكر منهم على وجه الاختصار:
- كمال الدين درويش محمد بن الحسن العاملي: يوصف بأنه أول من نشر أحاديث الشيعة في عهد الصفوية، وقد فرغ نفسه كلياً للتدريس مبتعداً عن الشأن السياسي خلافاً للكركي.
- علي بن هلال الكركي: ترك جبل عامل وذهب إلى النجف والهند ثم إيران «ناقلاً معه مكتبة ضخمة يبلغ تعدادها أربعة آلاف مجلد، حيث خلف أستاذه الكركي في منصب شيخ الإسلام».
- حسين بن عبد الصمد الجباعي: قيل إن الشاه طمهاسب كان يأمر واليه في خراسان بأن يحضر ولده – أي ولد الشاه محمد خدابنده – إلى مجلس الشيخ لسماع درسه ووعظه، وبأن ينفذ فتاواه وأحكامه".
- بهاء الدين العاملي: وهو ابن حسين بن عبد الصمد الذي سبق ذكره، عيّنه الشاه عباس الكبير شيخاً للإسلام في عاصمته الجديدة «أصفهان»، وهو أعلى منصب ديني رسمي في البلاد، وظل يشغل هذا المنصب حتى وفاته سنة 1030 هجرية، (1621 م)، وأصر الشاه عباس على نقل الجثمان إلى مدينة مشهد ليدفن جوار ضريح الإمام الرضا ثامن الأئمة عند الشيعة الاثنى عشرية، وما يزال قبره مزاراً مشهوداً.

ونشط العاملي في التأليف، وبلغت مؤلفاته من الأهمية بمكان عند الشيعة للحد الذي اعتبروا فيه كتابه «جامع عباسي» أحد أعظم الكتب تأثيراً في تاريخ الشعوب الإسلامية. وكتابه الآخر «خلاصة الحساب» ظل يدرس في المدارس الإيرانية حتى أمد قريب، وكذلك أشعاره بالفارسية. أما كتاباه «زبدة الأصول» و«الفوائد الصمدية» فهما دائران حتى اليوم في الحوزات العلمية، درج عليهما مئات الألوف من طلابها، ويكفي أن نلقي نظرة على قائمة الشروح والحواشي والتعليقات التي وضعت على مختلف كتبه لنتصور وكأنها كانت شغل الناس الشاغل.
- محمد بن الحسن الحرّ العاملي ولد سنة 1033 هـ وهو أحد أكبر علماء الدولة الصفوية في مراحلها الأخيرة، وأحد أهم علماء جبل عامل على الإطلاق، هاجر إلى إيران في سنة 1073 هـ، وأعطي منصب شيخ الإسلام وقاضي القضاة في (مشهد)، وفيها توفي سنة 1104 هـ (1692 م).

من مؤلفاته الهامة كتابه «أمل الآمل في علماء جبل عامل» لكن أهمها على الإطلاق هو «وسائل الشيعة إلى تحصل مسائل الشريعة»، وقد ألّفه في مدة 18 سنة، وهو كتاب في الحديث له مكانته الكبيرة عند الشيعة. 

ويعتبر الشيعة أن كتاب وسائل الشيعة للحر العاملي، وكتاب الوافي للفيض الكاشاني، وبحار الأنوار للمجلسي، «من أهم ما أضافه العصر الصفوي إلى المكتبة الشيعية، في حقل الدراسات الفقهية والعلوم المهيئة لها». 

واعتبروا أن كتب الحديث الثلاثة السابقة (وسائل الشيعة، والوافي، وبحار الأنوار) قد أكملت سلسلة كتب الحديث الأربعة القديمة، ذات القيمة التاريخية لفقه الإمامية وتطوره.

والخلاصة، أن دراسة هجرة علماء لبنان وعلى الأخص منطقة جبل عامل إلى إيران منذ السنوات الأولى لقيام الدولة الصفوية وحتى نهايتها، وتقلدهم أعلى المناصب؛ لا تدع مجالاً للشك في أن العلماء الشيعة العرب وعلى وجه الخصوص اللبنانيون كان لهم التأثير البالغ في التشيع الصفوي، فقد نشروا العلوم الشيعية وألفوا الكتب الكثيرة وأقاموا الحوزات والمعاهد، فالحوزة العلمية في أصفهان مثلاً لم تزدهر إلاّ في عهد البهائي العاملي. 

ويؤكد الباحث الإيراني مهدي فرهاني أن علماء جبل عامل ساهموا بتربية جيل من الفقهاء الإيرانيين الذين مارسوا الشأن السياسي في الدولة الصفوية بعد ذلك، وهو ما يجسد ما قام به العامليون من إغناء الفقه الشيعي في أبعاده السياسية.

### أعماله الدينية
- إضافة أشهد أن عليا ولي الله وحي على خير العمل إلى الاذان
- عمل مجالس العزاء في عاشوراء (الشعائر الحسينية)، بما فيها من عمل المقتل (وهي عمل مسرحي تجسيدا لواقعة الطَّف في كربلاء) والتي يصاحبها اللطم والتطبيل وذلك لما في هذا اليوم من أثر عظيم على قلوب الشيعة، حيث استهوى قلوب الشيعة به،
- أمر بطباعة شعارات تمجد علياً وآله على العملة الصفوية
- أمر بتطوير قبور ومراقد بعض أئمة الشيعة الإثني عشر وبناء قبب عليها[79]
- جعل من قم أكبر مركز ديني للشيعة التي فيها مقام السيدة المعصومة،
- أصبح مرقد الإمام الرضا في مشهد مزارا يعج بالزوار الشيعة،[80]

## تمدُّد الدولة الصفويَّة
بعد فتح تبريز اتَّصل الشَّاه إسماعيل بِالسُلطان مُراد بن يعقوب وكان مُرادٌ هذا حاكمًا على فارس وعراق العجم وهو من أمراء آق قويونلو الضُّعفاء إذ شهد حُكمُهُ هيمنة النُّبلاء وتسلُطهُم على رِقاب النَّاس علاوةً على المجاعة والطَّاعون والحُرُوب المُتواصلة التي أثقلت كاهل الدَّولة وأدَّت إلى سخط الأهالي ممَّا وقع عليهم من ظُلمٍ وقمعٍ مارسهُ عليهم رجال الدولة الآق‌قويونلويَّة. في مُراسلاته تلك ذكَّر إسماعيل مُرادًا بِالنَّسب المُشترك بين الصَّفويين والآق‌قويونلويو وعرض عليه ولاية عراق العجم مُقابل التَّسليم لهُ وقبُول السيادة الصفويَّة على الديار الفارسيَّة، وإلَّا فإنَّ الحرب بينهُما. فَأشار عليه جمعٌ مِن رِجاله أن يقبل عرض إسماعيل ويُذعن لِلإرادة الصفويَّة فَقالوا: «لَا يُلَوِّحُ الحَكِيمُ بِالسِّيَاطِ جَهُولًا إِذَا أَغنَاهُ القَولُ عَن ضَربِ الرِّجَال، وَلَا يَسِلُّ الحُسَامَ يَومًا مُسَارِعًا إِذَا أَغنَاهُ سَوطٌ عَن حَدِّ النِّصَال» إلَّا أنَّهُ أبى ذلك وقرَّر أن يخوض غمار الحرب مع الصَّفويين. فأرسل الشاه إسماعيل سفيرًا يُدعى قنبر آغا إلى بلاط سُلطان مُراد للتفاوض في أمر الحرب فقال سُلطان مراد للسَّفير قنبر آغا «لِمَ أَرسَلَكَ أَنتَ لَا غَيرَك؟» ردَّ عليه قنبر آغا: «لَمَّا كُنتُ المُعَلِّم القَدِيمَ لِلشَّاه، وَصَفِيَّهُ المُقَرَّبَ المُطَّلِعَ عَلَى مَكنُونِ سِرِّهِ، فَقَد انتَدَبَنِي لِمقَامِكُمُ؛ لِأَحمِلَ إِلَيكُمُ رِسَالَتَهُ عَلَى أَتَمِّ وَجهٍ، وَأَتَشَاوَرَ مَعَكُم فِيمَا فِيهِ صَلَاحُ الأَمرِ». فقال له سُلطان مُراد: «لَقَدْ كانَ الشّاهُ يَتَرَبَّصُ بي الدّوائِرَ، يَلْتَمِسُ الفُرْصَةَ السّانِحَةَ لِلإِجْهازِ عَلَيَّ، ولَمّا رَاوَدَهُ الشَّكُّ في أَمْرِ أَلْوَنْد ميرزا، أَحْجَمَ عَنْ مُهاجَمَتي، وَرَأى أَنَّ الحِكْمَةَ تَقْضي أَلّا يَخْطُو نَحْوي خُطْوَةً حَتّى يَقْضيَ عَلى أَلْوَنْد أَوّلًا. عَلَى الجانِبِ الآخَرِ، لَمّا اسْتَيْقَنَ مِن ضَعْفي، لَمْ يَتَوَرَّعْ عَنْ نَعْتي بِـ«نَامُراد». وَلَقَدْ أَطَعْتُهُ آنَذاكَ، إِذْ بَدا لي الِامْتِثالُ رَأْيًا سَديدًا وَمَوْقِفًا مُلائِمًا لِظُروفِ الزَّمانِ. أَمّا اليَوْمَ، وَقَدْ بَلَغَني نَبَأُ أَخي أَلْوَنْدَ أَنَّ هانْداغارَ قَدْ سَلَّمَهُ مِئَةً وَعِشْرينَ أَلْفَ مُقاتِلٍ عُرِفوا بِبَأْسِهِمْ وَشِدَّةِ مِراسِهِمْ، كَالأُسودِ الضَّواري، فَكَيفَ لي أَنْ أُفَرِّطَ في هذِهِ الفُرْصَةِ الْمُواتِيَةِ لِمُقارَعَةِ الشّاهِ إِسْماعيلَ؟! أَنا مَلِكٌ مِن مُلوكِ الأَرْضِ، وَلا يَليقُ بي أَنْ أَذْعَنَ لِحُكْمِ غَيْري. وَأَنْتَ، يا قنبر آغا، تَقولُ لي أَذعِن لِأُسْرَةِ الشَّيْخِ صَفِيٍّ، فَقُلْ لي بِرَبِّكَ: مَنّا أَحَقُّ بِالحِكْمَةِ؟» فخرج على رأس جيشٍ قوامُه سبعون ألفًا من الجُند والتقى مع جيش إسماعيل قُرب همدان في 24 ذو الحجَّة 908هـ المُوافق فيه 20 حزيران (يونيو) 1503م وقد بلغ تعدادُ جيش إسماعيل اثنا عشر ألفًا من قوَّات القزلباش وعلى الرُّغم من الفارق العددي الهائل بين الجيشين تمكَّنت القوَّات الصفويَّة من تحقيق نصرٍ حاسمٍ في معركة مفصليَّة سُمِّيَت بِـ«معركة همدان» تكبَّد خلالها جيش مُراد خسائر فادحةً انتهت بِمقتل أمير الأمراء الآق‌قويونلوي «گوزيل أحمد» وفِرار سُلطان مُراد إلى بغداد ثُمَّ دياربكر وقُتل هناك؛ فَدخلت بلاد فارس تحت جناح الدولة الصفويَّة، بعدها سار إسماعيل وفتح شيراز في 24 أيلول (سپتمبر) 1503م وعهد بِولايتها إلى القائد «إلياس بك ذو القدر». وبِذلك أضحت أذربيجان وبلاد فارس وعراق العجم من ممالك الشَّاه إسماعيل.

## الصفوي في مواجهة الأوزبك
بعد أن فرغ إسماعيل الصفوي من تعديل دولته بدأ يوجه همه إلى تدعيم الوحدة السياسية لدولته، ويعد العدة ليضع يده على كل بلاد فارس، وكان لا بد من الاصطدام بقبائل الأوزبك التي كانت تموج في المناطق الشمالية الشرقية من فارس.
كانت قبائل الأوزبك تعتنق المذهب السني، وتحت زعامة الخان محمد الشيباني الذي نجح في أن يقيم ملكا على حساب الدولة التيمورية، وأن يستولي على عاصمتها «سمرقند» وأن يمد سيطرته على «هراة» في مطلع سنة (913هـ = 1507م).
وهكذا أصبح الأوزبك وجها لوجه أمام إسماعيل الصفوي، وزاد من الصراع بينهما التراشق المذهبي بينهما، وبلغ من اعتداد محمد الشيباني أن أرسل إلى إسماعيل الصفوي يدعوه إلى ترك المذهب الشيعي والعودة إلى مذهب السنة والجماعة، ويهدده بحرب ضروس في قلب إيران ذاتها، وبهذا أصبح لا مفر من الحرب بينهما.
كان الشيباني يتصف بالجرأة والإقدام، لكنه لم يكن على مستوى عدوه إسماعيل الصفوي في المراوغة والخداع في الحروب، فاستغل إسماعيل ذلك، وجرَّ خصمه إلى معركة كان قد استعد لها تماما، وتمكن من إلحاق هزيمة مدوية به في «محمود آباد» -وهي قرية تبعد قليلا عن مرو- وذلك في سنة (916هـ = 1510م).
قتل الشيباني نفسه في المعركة، وبعد مقتله أعمل إسماعيل الصفوي القتل في أهل مرو، وأمضى فصل الشتاء في هراة، وأعلن فيها المذهب الشيعي مذهبا رسميا، على الرغم من أن أهالي هذه المناطق كانت تدين بالمذهب السني.

## السقوط في جالديران
اتسمت العلاقات بين الدولة الصفوية الناشئة والعثمانيين بالهدوء، وساعد على ذلك أن السلطان بايزيد الثاني الذي تولى بعد محمد الفاتح كان رجلا يحب السلام ويحب الأدب والفلسفة، ويميل إلى دعم العلاقات العثمانية الصفوية، لكنه حين علم أن إسماعيل الصفوي يتمادى في إلحاق الأذى بالسنة، مما جعلهم يهربون إلى الأراضي العثمانية كتب إليه أن يلتزم بالعقل والحكمة في معاملتهم.
ومع تولي السلطان سليم الأول مقاليد الحكم في الدولة العثمانية ازداد التوتر بين الدولتين، وكان سليم الأول ينظر بعين الارتياب إلى تحركات الصفويين، ويخشى من تنامي قوتهم وتهديدهم لدولته؛ فعزم على مهاجمة خصمه وتسديد ضربة قوية قبل أن يستعد للنزال.
جمع السلطان سليم الأول رجال الحرب والعلماء والوزراء في مدينة أدرنة في (19 من المحرم 920 هـ= 16 من شهر مارس 1514 م)، وذكر لهم خطورة إسماعيل الصفوي وحكومته الشيعية في الدولة الصفوية، وأنه اعتدى على حدود الدولة العثمانية، وأنه فصل بدولته الشيعية المسلمين السنيين في وسط آسيا والهند وأفغانستان عن إخوانهم في تركيا والعراق ومصر.
ولم يجد السلطان العثماني صعوبة في إقناع الحاضرين بضرورة محاربة الصفويين؛ لأنهم صاروا خطرا داهما يهدد وجود العثمانيين، وخرج بعد 3 أيام من هذا الاجتماع على رأس جيش كبير متجها إلى إيران، ولم ينس وهو في طريقه أن يكتب إلى «عبيد الله خان» قائد الأوزبك يذكره بقتل عمه شيباني، ويحثه على الانتقام من إسماعيل الصفوي، ومهاجمة خراسان بمجرد وصول الجيش العثماني إلى إيران، وكان هدف سليم من ذلك أن يجعل إيران بين شقي الرحى من الغرب بهجومه، ومن الشرق بهجوم عبيد الله خان على خراسان.
و جاء في خطابه إلى إسماعيل الصفوي يقول فيه :
أنا زعيم وسلطان آل عثمان، أنا سيد فرسان هذا الزمان، أنا الجامع بين شجاعة وبأس افريدون الحائز لعز الإسكندر، والمتصف بعدل كسرى، أنا كاسر الأصنام ومبيد أعداء الإسلام، أنا خوف الظالمين وفزع الجبارين المتكبرين، أنا الذي تذل أمامه الملوك المتصفون بالكبر والجبروت، وتتحكم لدى قوتي صوالج العزة والعظموت، أنا الملك الهمام السلطان سليم خان ابن السلطان الأعظم مراد خان، أتنازل بتوجيه إليك أيها الأمير إسماعيل، يا زعيم الجنود الفارسية... ولما كنت مسلما من خاصة المسلمين وسلطانا لجماعة المؤمنين السنيين الموحدين... وإذ أفتى العلماء والفقهاء الذين بين ظهرانينا بوجوب قتلك ومقاتلة قومك فقد حق علينا أن ننشط لحربك ونخلص الناس من شرك.
حين علم إسماعيل الصفوي بقدوم القوات العثمانية -وكان مشغولا بإخراج الأوزبك من خراسان- عمل على تعطيل وصولها، فأمر بتخريب الطرق والقرى الواقعة في طريق الجيش العثماني؛ الأمر الذي أخّر وصول العثمانيين وأنهك قواهم، لكن ذلك لم يمنعهم من مواصلة السير إلى إيران، والإقامة في «سيواس» انتظارا للمعركة الحاسمة.
لم يبد إسماعيل الصفوي حماسا للمعركة، وحاول أن يتجنب ملاقاة العثمانيين باستدراج الجيش العثماني إلى داخل إيران، ليقطع خطوط الإمدادات عليه، لكن سليم الأول كان منتبها لما يدور في ذهن خصمه، فعزم على الإسراع في لقاء الصفويين، وخاصة بعد أن بدأ التذمر يشق طريقه إلى جنود العثمانيين من طول الانتظار وكثرة الانتقال من مكان إلى آخر.
التقى الفريقان في صحراء جالديران في شرق الأناضول في (2 رجب سنة 920 هـ = 24 من أغسطس 1514 م) وانتهت المعركة بهزيمة إسماعيل الصفوي هزيمة نكراء، وفراره من أرض المعركة إلى أذربيجان، ووقوع كثير من قواده في الأسر.
وفي (14 من شهر رجب 920 هـ= 5 من سبتمبر 1514 هـ) دخل سليم الأول مدينة تبريز عاصمة الصفويين واستولى على أموال إسماعيل الصفوي وبعث بها إلى إستانبول، ثم قفل راجعا إلى بلاده، مكتفيا بهذا النصر الكبير، غير راغب في اقتفاء أثر إسماعيل الصفوي والتوغل في بلاده.

## ما بعد السقوط
وعلى الرغم من الهزيمة المدوية التي لحقت بإسماعيل الصفوي، فإنها لم تحسم الصراع لصالح العثمانيين، وظل كل طرف يتربص بالآخر وينتهز الفرصة للانقضاض عليه، ونظرا لفداحة خسائر الصفويين؛ فقد حاول إسماعيل الصفوي أن يبرم صلحا مع السلطان سليم الأول، لكن محاولته لم تلق قبولا لدى السلطان العثماني.
وترتب على انتصار سليم الأول أن نهض رؤساء شمال العراق -وهم من الشافعية السنة- لمساندة العثمانيين. فلم يمض وقت طويل حتى انضمت 25 مدينة للحكم العثماني، على الرغم من الاستحكامات العسكرية التي أقامها الصفويون بها. فتوسع العثمانيون وضموا إليهم ديار بكر وسائر مدن شمال العراق حتى أصبح الجزء الأكبر من أراضي شمال العراق في يد العثمانيين، وأصبح الإيرانيون وجها لوجه أمام العثمانيين، وبات من الصعب على الصفويين التوسع على حساب العثمانيين.
آثار السقوط والهزيمة :
تركت الهزيمة التي لقيها إسماعيل الصفوي آثارا قاسية في نفسه، ولم يكن قد لحقت به هزيمة قبل ذلك.
وشغل نفسه بالتفكير في طريقة الانتقام من غريمه سليم الأول، إلا أن المنية عاجلت سليم الأول سنة (926 هـ = 1520م) وهو في طريقه لغزو إيران مرة أخرى.
شجعت وفاة سليم الأول المفاجئة إسماعيل الصفوي على أن تستحكم منه الرغبة في الانتقام من العثمانيين من جديد فأستولى على كردستان الذي تقع في ايران، غير أن الموت اغتال أمنياته؛ فمات متأثرا بالسل وعمره سبعة وثلاثون عاما في (18 رجب 930 هـ= 23 مايو 1524م) على مقربة من أذربيجان، ودفن في أردبيل إلى جوار أجداده، وخلفه في الحكم طهماسب الأول.

## شخصيَّته وصفاته

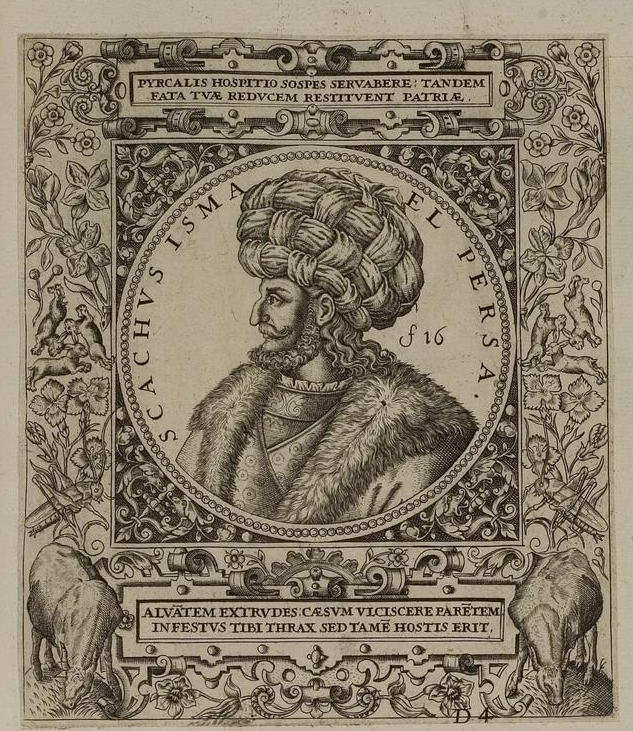
نقشٌ يُصَور الشاه إسماعيل الأول مُقيم المُلك للسُلالة الصفويَّة، للفنان تيودور دي براي من القرن السَّادس عشر.

لقد ذكر المُعاصرُون لِلدولة الصفويَّة والشاه إسماعيل الأوَّل أوصافه وقُدُراته وكان هؤلاء من الذين عاشوا في الديار الإيرانيَّة أو قدموا في رحلاتٍ وأسفارٍ إليها، فقالوا في نقل أوصافه:

## حواشٍ
1. ↑  كلمة فارسيَّة معناها ملك الملوك
2. ↑  وقيل أنه مات منتحرًا

## انظُر أيضًا
- الدولة الصفوية
- السلالة الصفوية
- قائمة حكام الدولة الصفوية